# Wasiukowo (rejon waszkiński)
Wasiukowo (ros. Васюково) – wieś (dieriewnia) w Rosji, w rejonie waszkińskim obwodu wołogodzkiego. W 2010 r. liczyła 2 mieszkańców.